# Карпати
Карпа́ти (пол. Karpaty, нім. Karpaten, словац. Karpaty, угор. Kárpátok, рум. Carpați, серб. Карпати) — гірська система в центральній частині Європи. Гірські хребти Карпат простяглися велетенською підковоподібною дугою довжиною понад 1 500 км від пагорбів Гайнбурзьких Карпат (включно) на правобережжі Дунаю в Австрії до міста Ниш, що на річці Нишава у Сербії. Це третя за довжиною простягання у Європі гірська система після Уральських (2 500 км) і Скандинавських гір (1 700 км). Загальна площа Карпатської гірської країни становить 211,6 тис. км2. Вона розташована на території восьми держав: Австрії, Чехії, Словаччини, Польщі, України, Угорщини, Румунії та Сербії. Понад половину площі (53,4%) гірських масивів Карпат розташовані у межах Румунії, 16,6% — Словаччини, 10,2% — України, майже 9,3% — Польщі. 
Переважні висоти Карпат 800—1 200 м, найбільша висота — 2 655 м (гора Герлаховський штит у Татрах).

## Етимологія

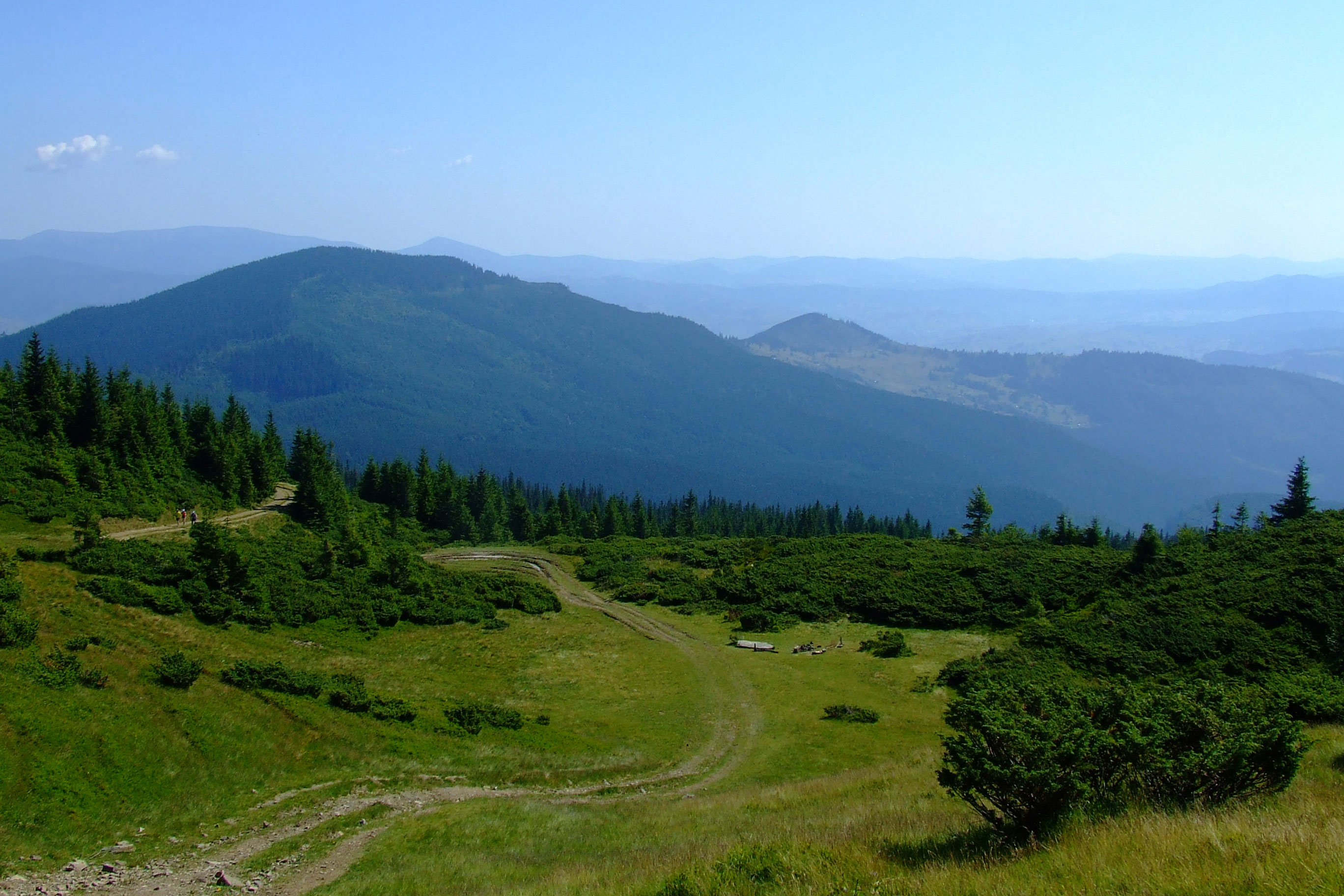
Карпати в околицях Драгобрату, Україна

Назву «Карпати» вперше навів Геродот у V ст. до н. е. Батько історії згадував річку «Κάρπις» (Карпій), що впадає в Дунай. У 105 р. імператор Траян приєднав Південні Карпати (Дакію) до Риму. Римське панування в регіоні тривало до 271 р. Отож Карпати були «відкриті» для цивілізованого світу. Тоді ж цю гірську систему, просторово дуже аморфну, вперше виокремив Птолемей (90—168).
Походження назви «Карпати» однозначно не з'ясоване. Є низка інтерпретацій цієї назви — від доіндоєвропейських (С. Роспонд) до слов'янських. Назва «Карпати» (пол. Karpaty, угор. Kárpátok, рум. Carpați, серб. Карпати, чех. i словак. Karpaty, нім. Karpaten) дуже давня. Її корені простежуються в середземноморському доіндоєвропейському субстраті.
А. Попов (1965, 1973), А. Байцар (2016) доводять, що оронім виник із назви фракійського племені карпи, що проживало на території Передкарпаття у III—IV століттях н. е. В. Георгієв (1956) вважає давньовірменську мову особливим фракійським діалектом і пояснює топонім Карпати від фракійського «(s)korpa-ta» — скеляста. С. Распонд (1957) переконаний, що назва Карпати походить із доіндоєвропейського «caro» — камінь. Такого ж погляду дотримуються І. Хубшмід (1967, 1969), виводячи топонім Карпати від доіндоєвропейського «kar» — камінь (кам'яні гори) і порівнюють його з такими топонімами, як Каринтія (південна область Австрії), острів Карпатос у Критському морі та Крас (вапнякове море у Словенії). Він зачисляє до цього ряду рум. «scarpa» — скеля; сербськохорв. «skrapa» — тріщина в каміннях і в діалекті — дрібні камені; словен. «ceren» — скелясте місце.
В. Чихарж (1960) вбачає базис «carra» — камінь у середземноморському доіндоєвропейському субстраті. Р. Козлова (1987) виводить назву Карпати з псл. *kъrpatъ(jь) «з вигинами, виступами, горбатий, нерівний» <*kъrpa «щось криве, вигнуте, вигин, виступ» <іє. (s) ker- гнути; крутити у ступені редукції з детермінативом -р-. Словацький та чеський мовознавець і етнограф П. Шафарик, а за ним Є. Поспелов (1967) виводять оронім Карпати — від слов'янського орографічного терміна «хрб», «харабат» — хребет. У літературі цей термін трапляється ще у батька історії та географії Геродота у назві однієї з лівих приток Дунаю — Karpis. Вважається, що ця притока отримала назву від гір, в яких брала початок.
Від можливого дакійського значення — «гори», може походити назва племені — «карпи» — «ті хто живе у горах», які населяли Карпати за часів Римської імперії. Кельтсько-іллірійське слово «Karn» означало «камінь» або «купа каміння».
Русини цей гірський хребет називали Бещади.
Інша назва — Сарматські гори — трапляється в роботах античних і середньовічних географів.
У Птолемея від назви кельтського племені бастарнів, які тут проживали, гори Карпат мали назву — лат. Alpes Bastarnidae.

## Утворення Карпатських гір
Ще до утворення карпатської геосинкліналі на місці сучасної гірської споруди Карпат і їхнього передгір'я в палеозойську еру було пасмо гір, що з'єднувало Свентокшиські та Судетські гори з Добруджею. Це давнє пасмо називають Пракарпатами. Внаслідок рухів земної кори Пракарпати були зруйновані, і на початку мезозойської ери на їхньому місці виникла майже рівнинна територія, близька до платформи.

Значне накопичення осадових порід у межах карпатської геосинкліналі тісно пов'язане з діяльністю водних басейнів давнього океану Тетіс, який протягом тривалого часу розділяв два давні материки: Гондвану і Лавразію.

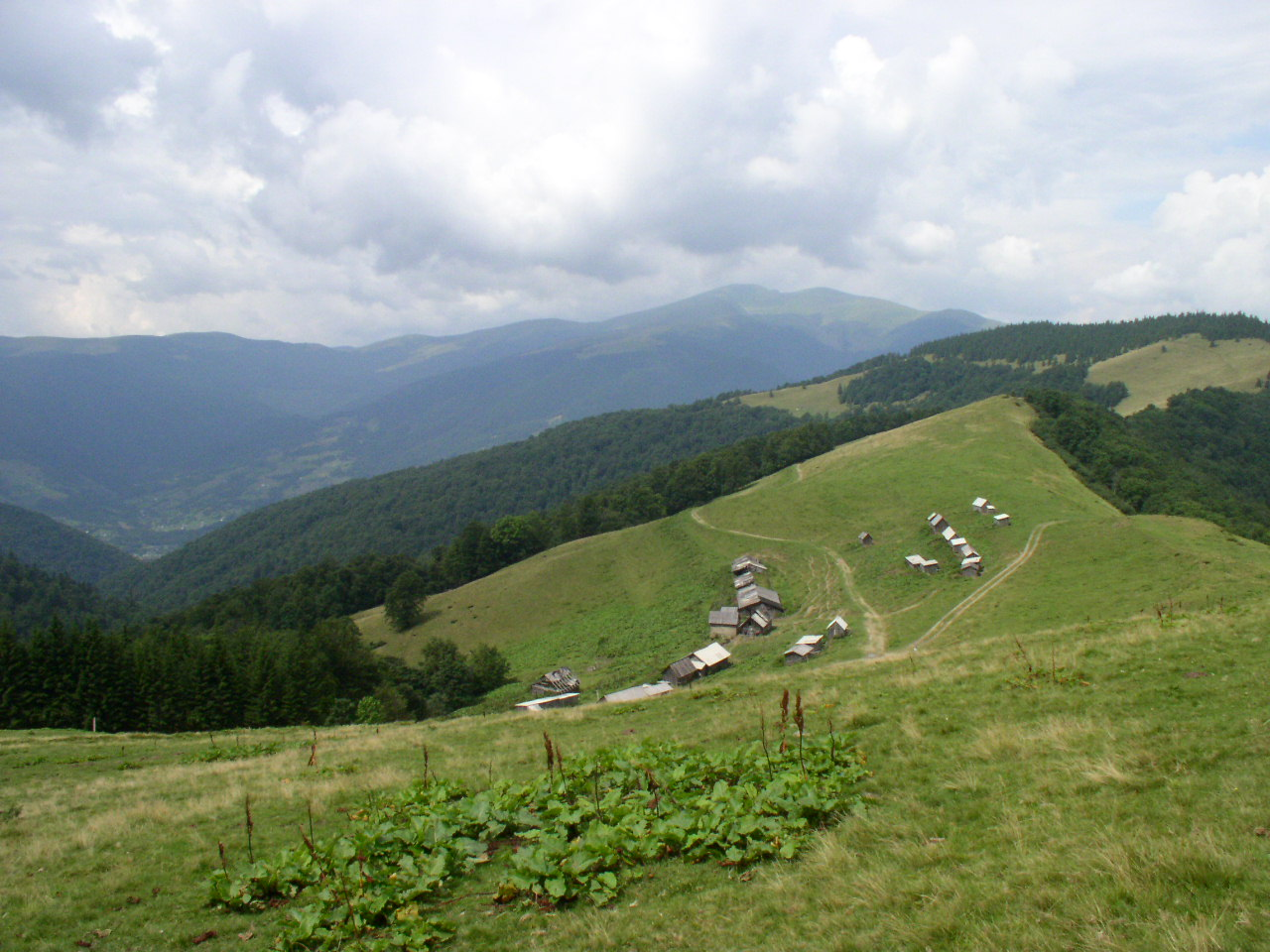
Краєвид Українських Карпат

 Лише наприкінці мезозойської ери океан відступив і на його місці почали виникати гори, рівнини і морські западини. Вважають, що басейн Середземного моря і глибоководдя Чорного і Каспійського морів є його залишками. Решта територій протягом мезозойської і кайнозойської ер були охоплені формуванням гірського ланцюга, до складу якого входять Апенніни, Піренеї, Альпи, Карпати, Балкани, Крим, Кавказ, Памір та ін. Цей грандіозний гірський ланцюг, витягнутий у широтному напрямку, утворює альпійський складчастий пояс. У його межах Карпати займають одне з центральних положень.
Процес формування гірської споруди Карпат відбувався поступово. Інтенсивний прогин земної кори в межах карпатської геосинкліналі супроводжувався активним накопиченням у її межах осадових товщ. Їхнє формування відбувалося шляхом руйнування гірських споруд південно-західної частини Східноєвропейської платформи, Келецько-Сандомирського кряжу, Судет, Пракарпат, Добруджі, Мармароського масиву.

### Морські глибини
Протягом кайнозойської ери сучасна територія Карпат перебувала під водами палеогенового моря. За поширенням і будовою осадових порід можна з'ясувати географічні особливості басейну, його контури та морфологію морського дна. У вапнякових товщах трапляється велика кількість решток морських організмів: коралів, морських лілій, різних черепашок тощо. Вони відкладалися на дні теплих відкритих неглибоких басейнів. Саме такі умови були на початку формування палеогенового моря. У пісковиках поряд із викопною морською фауною трапляються рослинні рештки, які свідчать про близькість суші та про прибережний характер піскових відкладів.
Розпочавшись у кінці мезозойської ери, висхідні рухи альпійського горотворення тривали і в кайнозойську еру. У кінці палеогенового періоду почали формуватися осьові частини майбутніх гірських систем Альп, Карпат, Кавказу.
У той період над морем почали виступати окремі острівки, а згодом і цілі острови. Найбільшими з них були сучасні Чивчинські гори і Рахівський кристалічний масив. На північ і північний захід від цього масиву серед водних просторів все виразніше виступали контури Карпатських гір. Вони весь час зазнавали ерозії, однак горотворні процеси були активнішими. Тому в кінці палеогенового періоду на місці геосинкліналі вже чітко сформувалися два гірські пасма на місці теперішніх Зовнішніх Карпат.
З двох боків Зовнішніх Карпат було в той час море. Вісь гірського пасма проходила в межах сучасних Бескидів, Горганів і Буковинських Карпат.
На північний схід від Зовнішніх Карпат, на території Передкарпаття, далі вирував морський басейн. На його дні відкладалися потужні товщі осадових порід внаслідок розмиву південно-західного крила Руської платформи та підвищеного гірського пасма Зовнішніх Карпат.
Внутрішні Карпати були представлені П'єнінськими та Мараморськими стрімчаками. На південний захід від них пройшов Закарпатський внутрішній прогин із Вигорлат-Гутинським вулканічним пасмом. Ще південніше, в районі Берегівського низькогір'я, проліг Припанонський глибинний роз'єм, що відділяє Карпати від Угорської міжгірської улоговини.
Між Внутрішніми і Зовнішніми Карпатами в кінці палеогенового періоду існував морський басейн. Він був останнім у межах Карпатських гір. За час його існування тут накопичились значні товщі піщаних відкладів.
По-різному проявляються інші покриви. Магурський витягнувся вузькою смугою у верхів'ях басейну річки Уж, субсілезький проходить ще вужчою смугою в межиріччі Верхнього Дністра і Стрия, в околицях села Розлуч і південніше від міста Турки. Тут низькогірна центральна частина Карпатських гір, переважають куполоподібні вершини та пологі схили, придатні для сільськогосподарського використання. Цю частину гір називають Верховиною.
На південь від Сілезького покриву розміщений Дуклянський — високогірна полонинська частина Карпатських гір. Своєрідні покриви простежуються в південно-західній частині Українських Карпат. Вони представлені Рахівським, Поркулецьким і Чорногірським покривами (насувами). Тут найвищі в Українських Карпатах гори — Говерла, Петрос, Піп Іван та інші.
У процесі горотворення Передкарпатський крайовий прогин, а згодом і Закарпатський внутрішній заповнюються осадовими товщами. Гірські річки руйнували слабкостійкі відклади і безперервно переносили в улоговини гальку, пісок, мул. Море у межах прогинів поступово міліло, а згодом і зовсім відступило. У замкнених улоговинах відбувалося інтенсивне випаровування вологи, що зумовило осідання солей. На Прикарпатті їх видобували два калійні комбінати: Стебницький і Калуський.

### Вулканізм

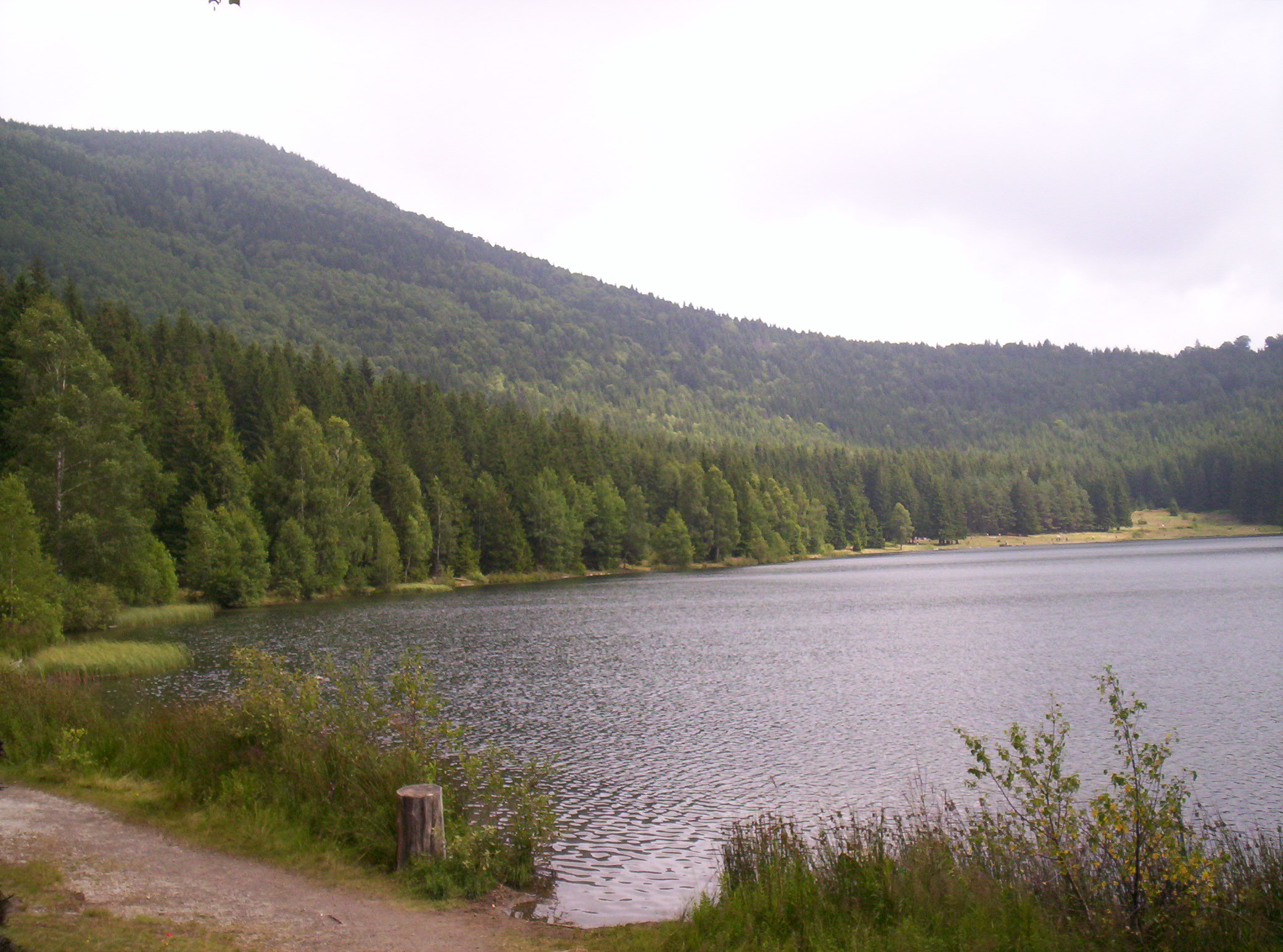
Вулканічне озеро Sfânta Ana поблизу М'єркуря-Чук у Румунії

Тривалий процес формування Карпатських гір супроводжувався все новими проявами вулканізму, який тривав аж до початку четвертинного періоду (це близько 1,5—2 млн років тому). Сліди недавньої вулканічної діяльності можна ще зараз спостерігати в районі Виноградова, Вишкова, Тячева, де долина Тиси перетинає Вигорлат-Гутинський хребет. В околицях міста Хуст височіє конус погаслого вулкана, на  вершині якого збереглися руїни замку-фортеці.
Конуси погаслих вулканів є і в околицях Ужгорода, Мукачева, Берегового. Біля Вишкова найкраще збереглися вулканічні кратери.
Ланцюг так званих похованих вулканів оголюється в районі сіл Доброні, Дрисіни і Шаланок. Вулканічні породи в цьому ланцюзі представлені в основному андезитами. Виходи їх відомі в районі сіл Дрисіни і Шаланок. Уздовж південної околиці Закарпатського внутрішнього прогину є потужні товщі ліпаритів. На поверхні вони є на великій площі в Берегівському районі. Ці вулканічні виверження почалися в палеогені та закінчилися в кінці міоцену (близько 15 млн років тому), тому значна частина їх перекрита осадовими породами пліоцену.
Про недавню вулканічну діяльність на території Вигорлат-Гутинського хребта свідчать мінеральні, а в Келіман-Харгітських горах в тому числі і гарячі, джерела.
Про активні процеси у верхній мантії Землі під Карпатами свідчать землетруси, які час до часу тут фіксують. Так, 4 березня 1977 року відбувся землетрус у горах Вранча на території Румунії.

### Зледеніння
У четвертинний період Карпати зазнали часткового зледеніння. Ним були охоплені високогірні масиви Чорногори і Свидовця, Попа Івана Мараморського. Релікти його простежуються у вигляді карів, цирків, моренних відкладів у долинах гірських потоків.
У середньогір'ї, яке не зазнало зледеніння, відбувалося морозне вивітрювання гірських порід. Вивітрені кам'яні розсипи є на схилах Ґорґанів.

## Карпати й Альпи в історії видобутку перших металів
У II тис. до н. е. на великій території від Карпат до Атлантики сформувалась Європейська металургійна провінція, найбільш потужними центрами якої стали багаті карпатські, альпійські та піренейські родовища. Подібно до ситуації з кавказькими рудниками, більшість давніх європейських копалень була знищена часом і гірничою діяльністю наступних епох. Про масштабність «вибуху» гірничо-металургійних технологій свідчать численні скарби виробів з олов'яної бронзи й самого металу (зливки, брухт), кількість яких свідчить про майже десятиразове збільшення обсягів виробництва порівняно з III тис. до н. е. Серед скарбів усієї Європейської провінції виділяються Уіоара де Суз (Румунія), де було зосереджено майже 6 тисяч різноманітних виробів загальною вагою 1100 кг, а також концентрація більше ніж 150 скарбів на обмежених теренах Закарпаття (район Мукачево — Ужгород), де виявлено понад 2 тис. бронзових знарядь.

## Клімат і природа
Середні температури січня від −2 до −5 °C (на вершинах нижче −10 °C), липня 17—20 °C (на вершинах до 4—5 °C). Опадів від 600 до 2000 мм на рік.
Для Карпат характерна висотна поясність ландшафтів. Широколистяні і мішані ліси змінюються хвойними, вище (місцями до 1600—1800 м) простягаються субальпійські чагарники, а на найвищих вершинах є альпійські луки — полонини. Серед рослин багато ендемічних видів (докладніше див. Список ендемічних рослин Карпат).
В Карпатах є національні парки (зокрема Карпатський в Україні, Татранський у Польщі, Татранський у Словаччині, Ретезат у Румунії ), а також заповідники, заказники.

## Екологія
22 травня 2003 року в Києві було ухвалено Рамкову конвенцію про охорону та сталий розвиток Карпат — міжнародний договір, учасниками якого є сім країн Центральної та Східної Європи (Чехія, Угорщина, Польща, Румунія, Сербія, Словаччина та Україна). Ця конвенція є другою субрегіональною угодою щодо захисту гірських районів по всьому світі.
З 2004 року тимчасовий секретаріат Карпатської конвенції перебуває у компетенції Програми ООН із захисту довкілля у Відні та приймається Австрійською Республікою.

## Районування Карпат

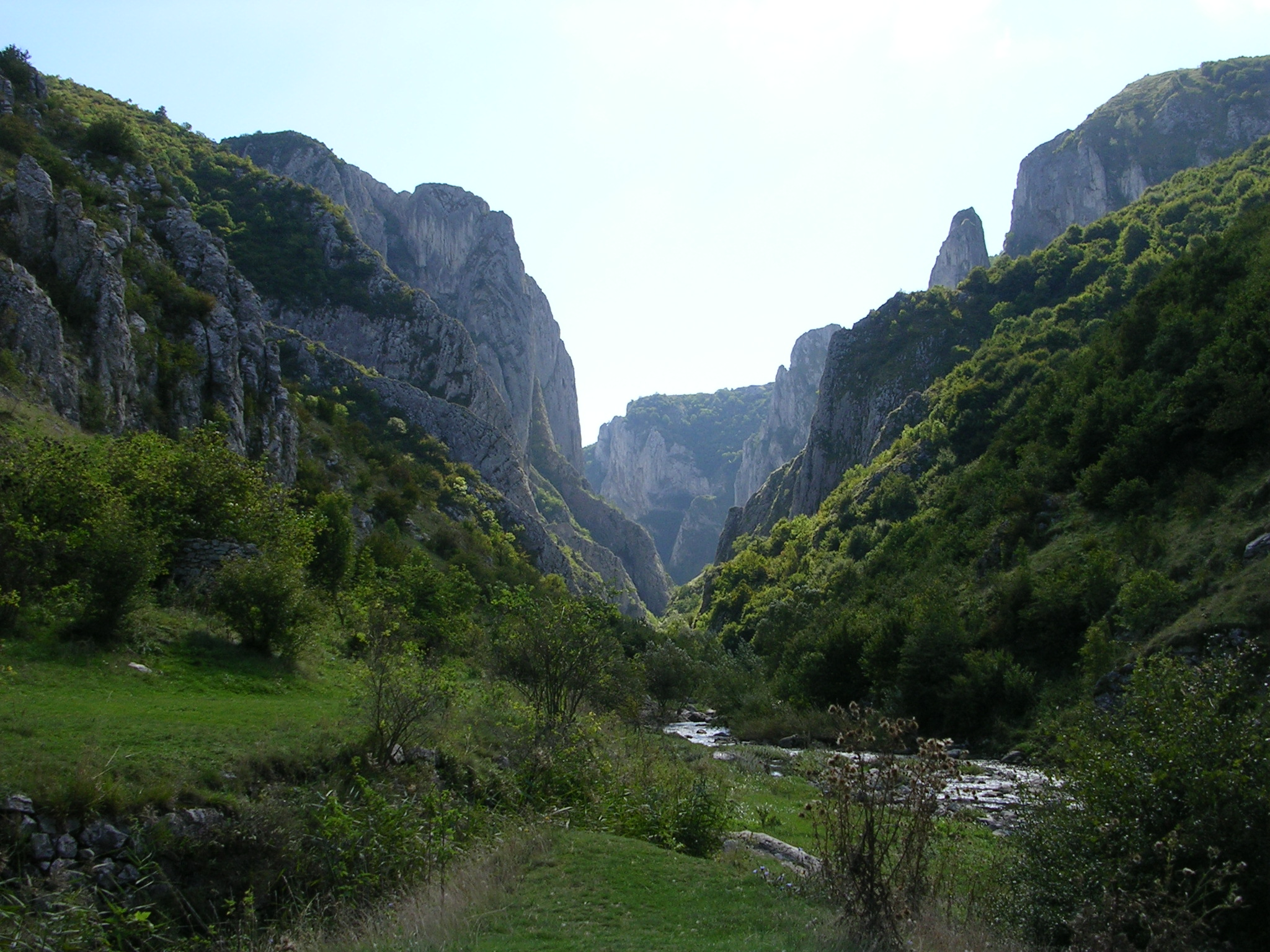
Турда, ущелина. (вид на захід)

Основними складовими частинами Карпатської гірської країни є Західні Карпати, Східні Карпати, Південні Карпати, Західні Румунські гори, Трансільванське плато та Сербські Карпати. На основі принципових відмінностей у тектонічній будові у межах Західних та Східних Карпат виділяють по дві підпровінції — відповідно Зовнішні Західні Карпати та  Внутрішні Західні Карпати, Зовнішні Східні Карпати та  Внутрішні Східні Карпати.

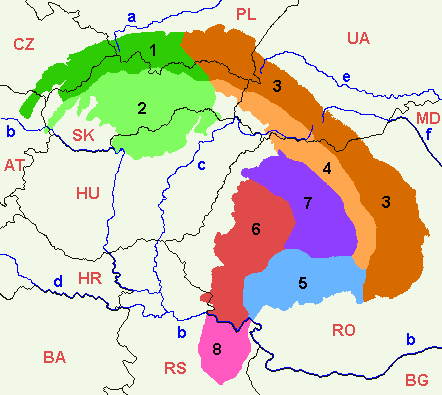
1. Зовнішні Західні Карпати
2. Внутрішні Західні Карпати
3. Зовнішні Східні Карпати
4. Внутрішні Східні Карпати
5. Південні Карпати (Трансильванські Альпи)
6. Західні Румунські гори
7. Трансильванське плато
8. Сербські Карпати

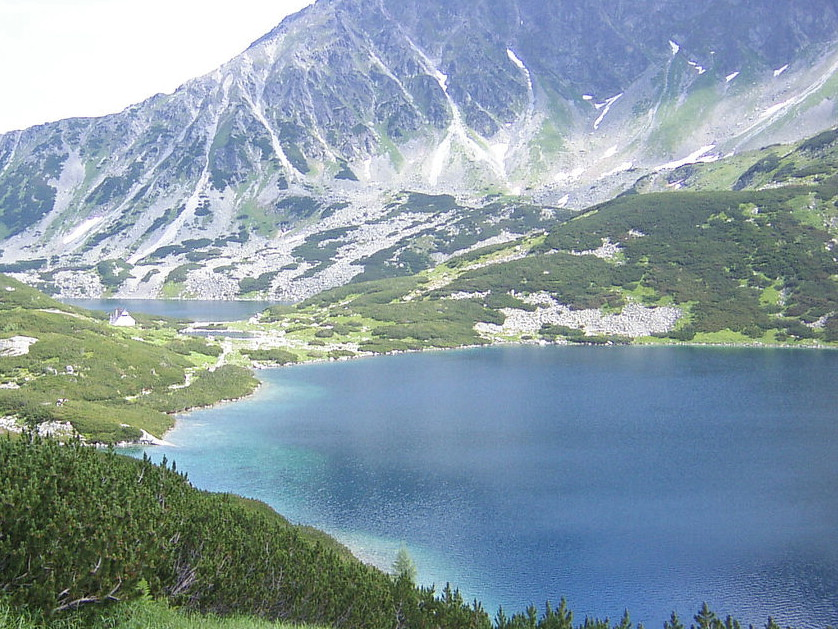
Західні Карпати — Татри — «Долина п'яти озер польських», Польща

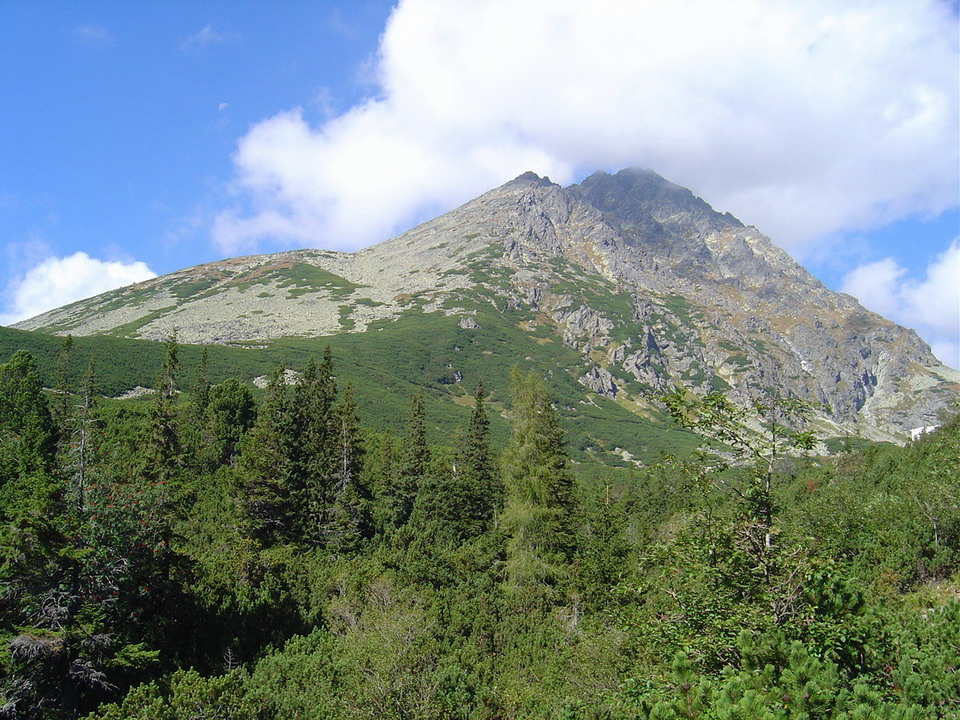
Західні Карпати — Татри — пік Герлах (Герлах Пік), Словаччина

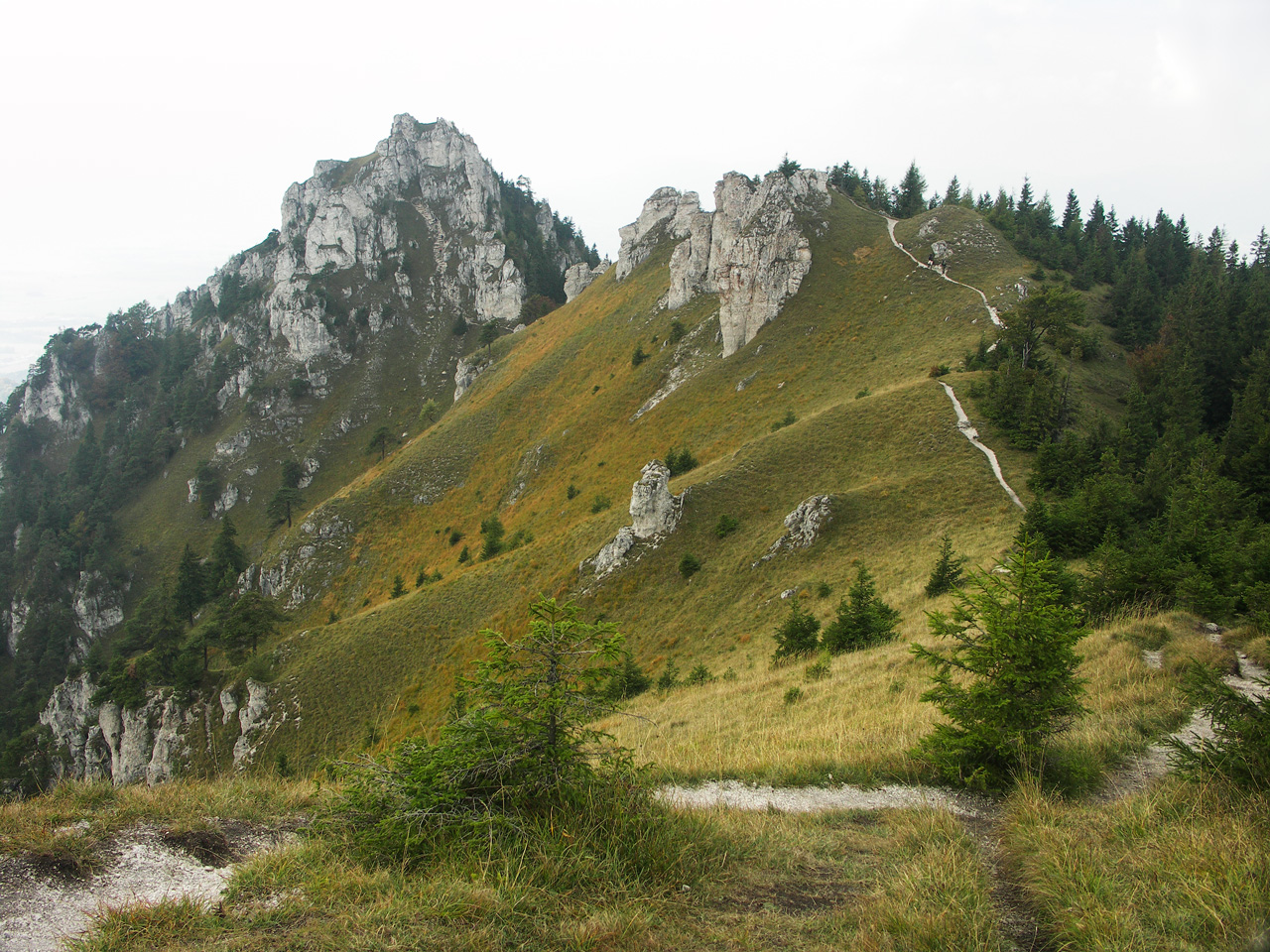
Західні Карпати — Велика Фатра — західний пік Ostrá, Словаччина

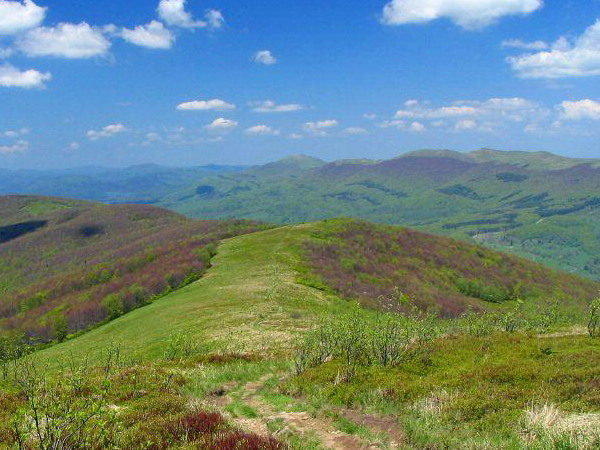
Східні Карпати — Бещади — Полонина, Польща

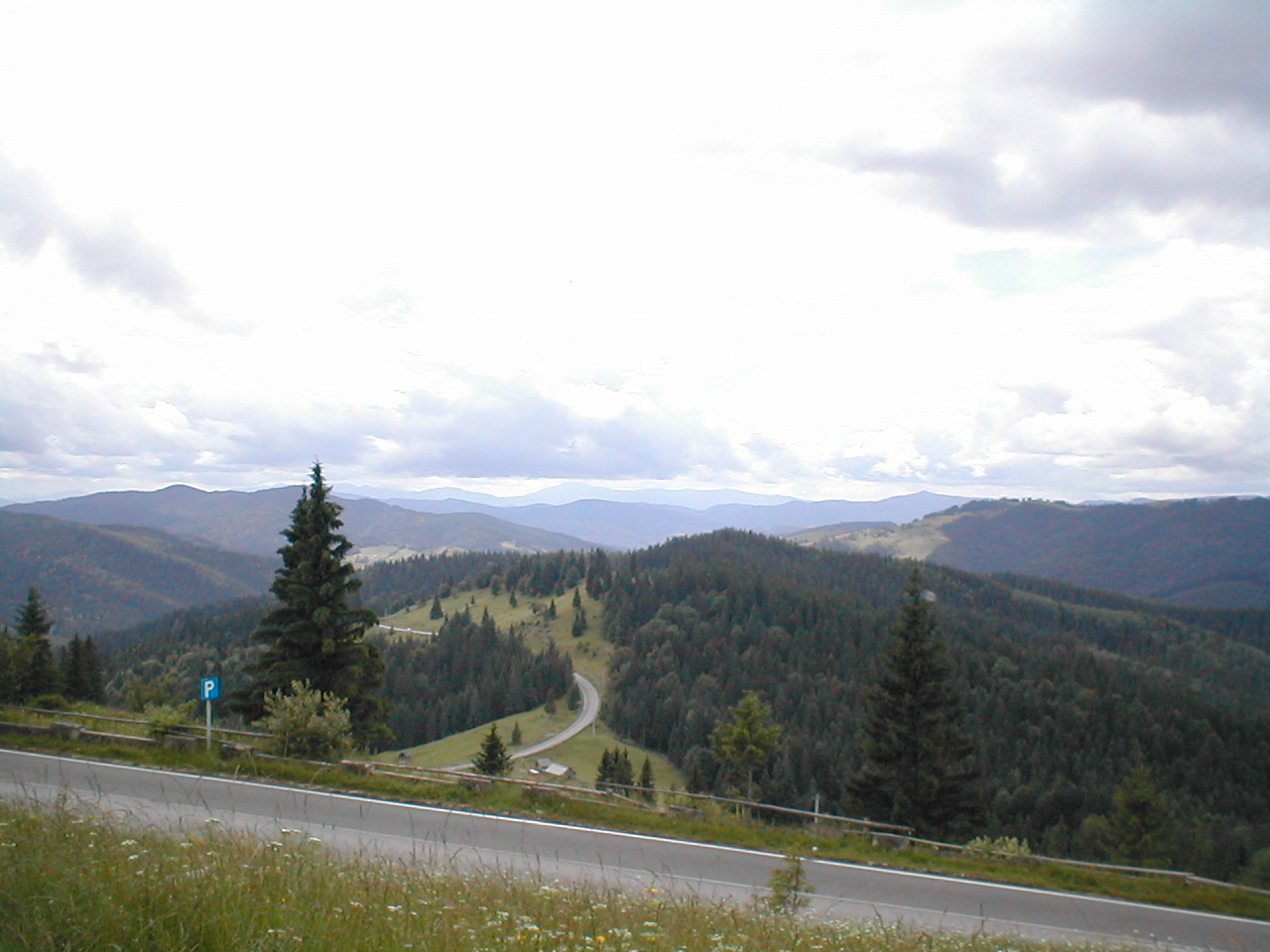
Румунські Карпати

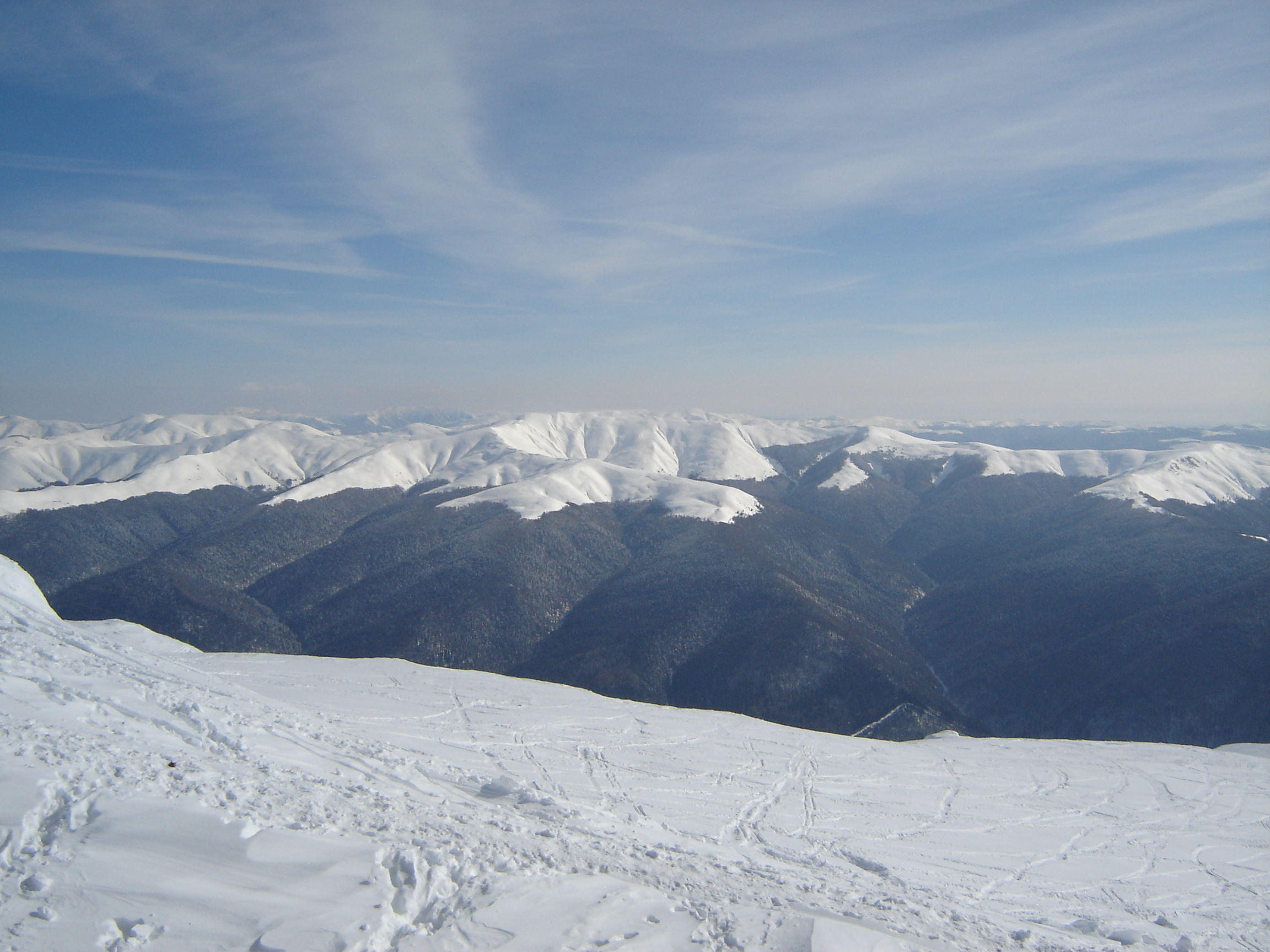
У горах Румунії

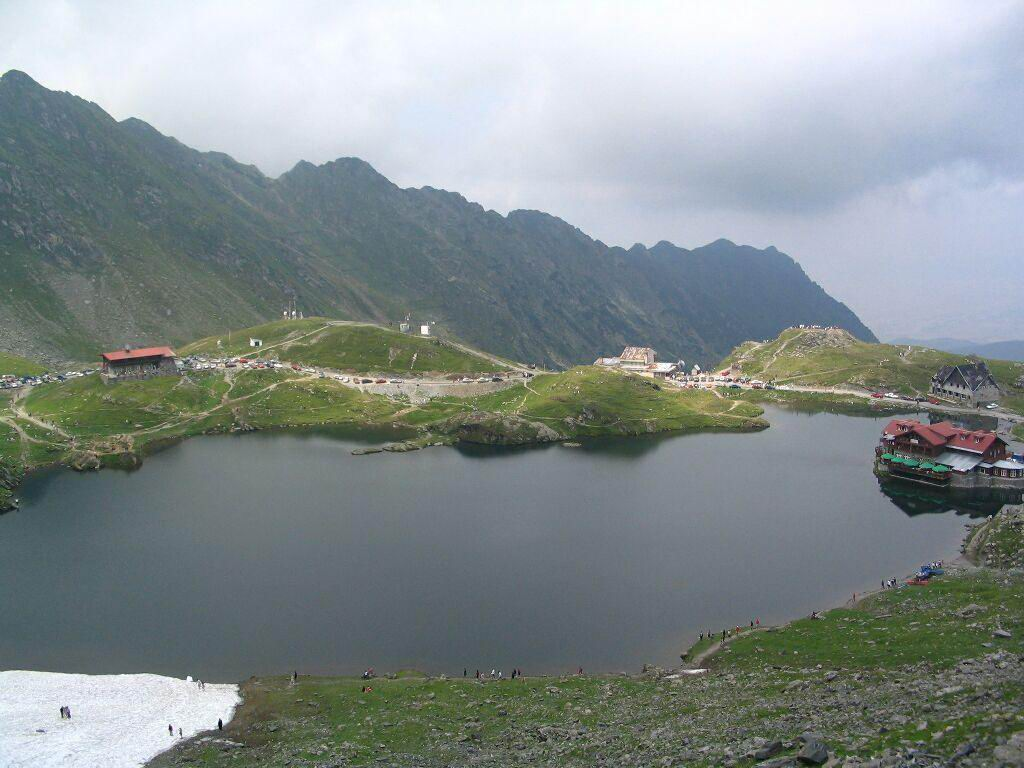
Льодовикове озеро в горах Фегераш у Румунії, на висоті близько 2000 м

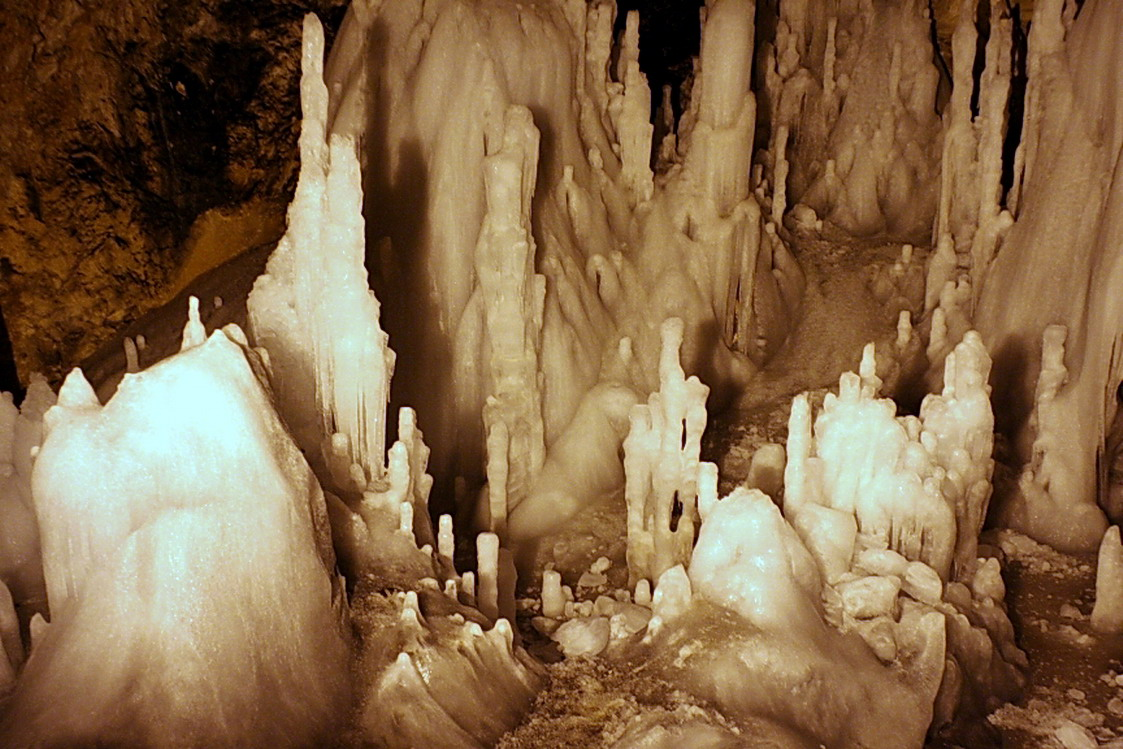
Західні Румунські гори знамениті своїми печерами

Західними Карпатами називають частину Карпатських споруд, які займають простір від правобережжя Дунаю в Австрії до верхів’їв річки Попрад, яка впадає на території Польщі у Дунаєць — праву притоку Вісли. Понад тридцять гірських вершин (у масиві Високі Татри) у їх межах підносяться більш як на 2500 м над рівнем моря. Здебільшого хребти Західних Карпат мають широтне простягання.
За Попрадом хребти Карпат змінюють напрям на південно-східний. Від долини Попраду на північному заході до верхів'їв річки Прахова (ліва притока річки Яломіци, що впадає у Дунай) на південному сході простяглися Східні Карпати. Переважна більшість гірських хребтів фізико-географічної провінції (за винятком масивів Чорногора, Родна та Келіманських гір) не досягає 2000 м над рівнем моря.
У південній частині Карпат від долини Прахової і перевалу Предял у західному напрямку простяглися Південні Карпати або Трансільванські Альпи. Їхні гірські хребти проходять майже в широтному напрямі. Ця велика гірська провінція Карпат об’єднує ряд гірських масивів, у чотирьох з яких є вершини із висотами понад 2500 м над рівнем моря.
Четвертою частиною Карпатської гірської країни є середньовисотні Західні Румунські гори (Апусені), які відділяються від Південних Карпат долиною річки Муреш. При районуванні до них включають й Банатські гори, які знаходяться західніше Південних Карпат.
Між Західними Румунськими горами, Східними та Південними Карпатами розташована ще одна велика частина Карпатської гірської країни — Трансільванське плато з абсолютними висотами 300–1080 м. Сильно розчленовані його горби поступово підвищуються із наближенням до хребтів Східних та Південних Карпат.
Сербські Карпати (менше 3,5% від площі Карпат) займають простір між долинами Дунаю та річки Нишава у Сербії.

### Детальний список районів Карпат
1. Зовнішні Західні Карпати
  - Південно-Моравські Карпати
  - Центрально-Моравські Карпати
  - Словацько-Моравські Карпати
    - Білі Карпати
    - Яворники

  - Західні Бескиди
    - Моравсько-Сілезькі Бескиди

  - Центральні Бескиди
    - Оравська Магура

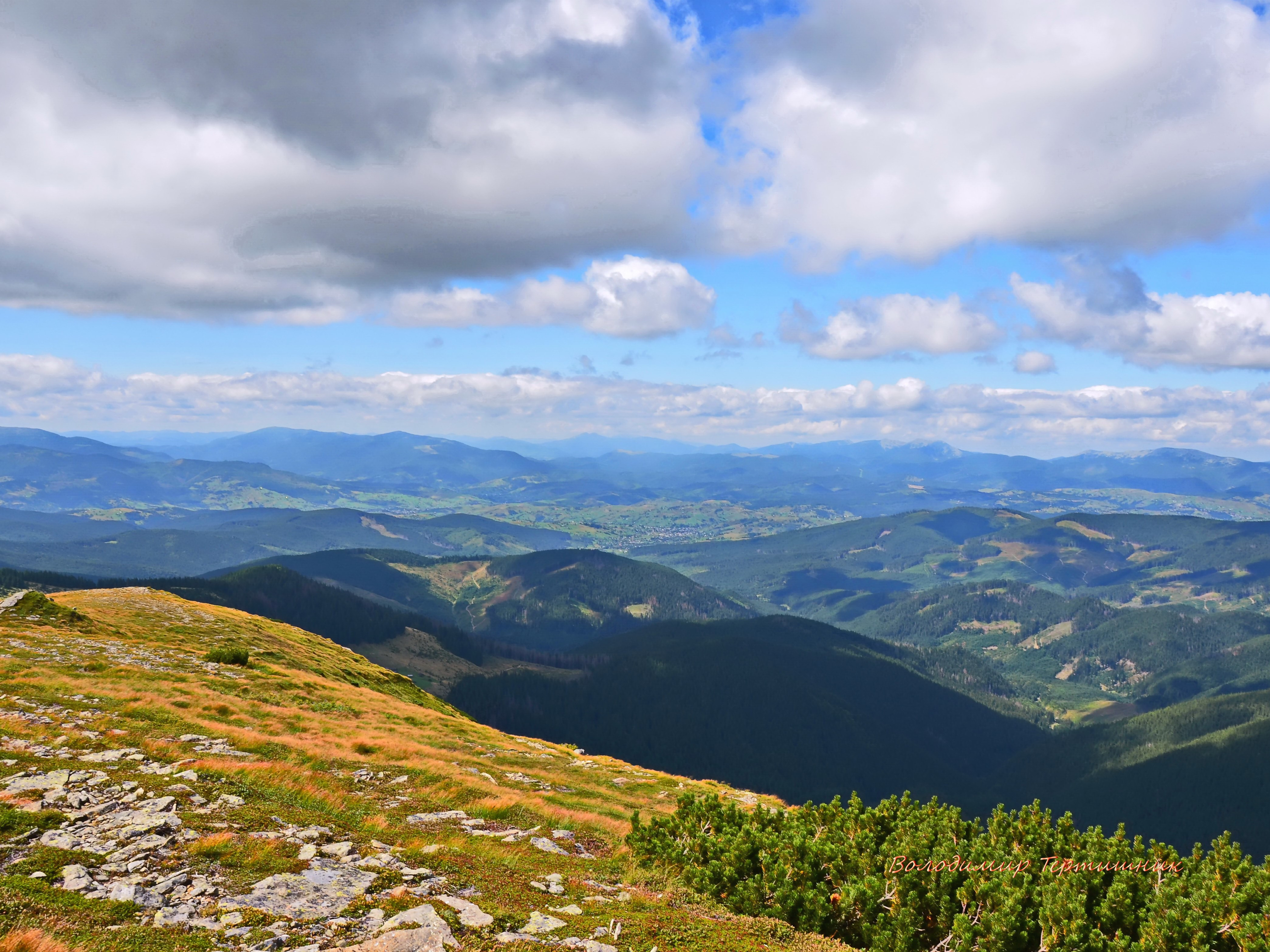
Вид з Говерли на північно-західні простори

    - Оравські Бескиди (Живецькі Бескиди)
    - Кисуцькі Бескиди

  - Східні Бескиди (частково розташовані в Зовнішніх Східних Карпатах)

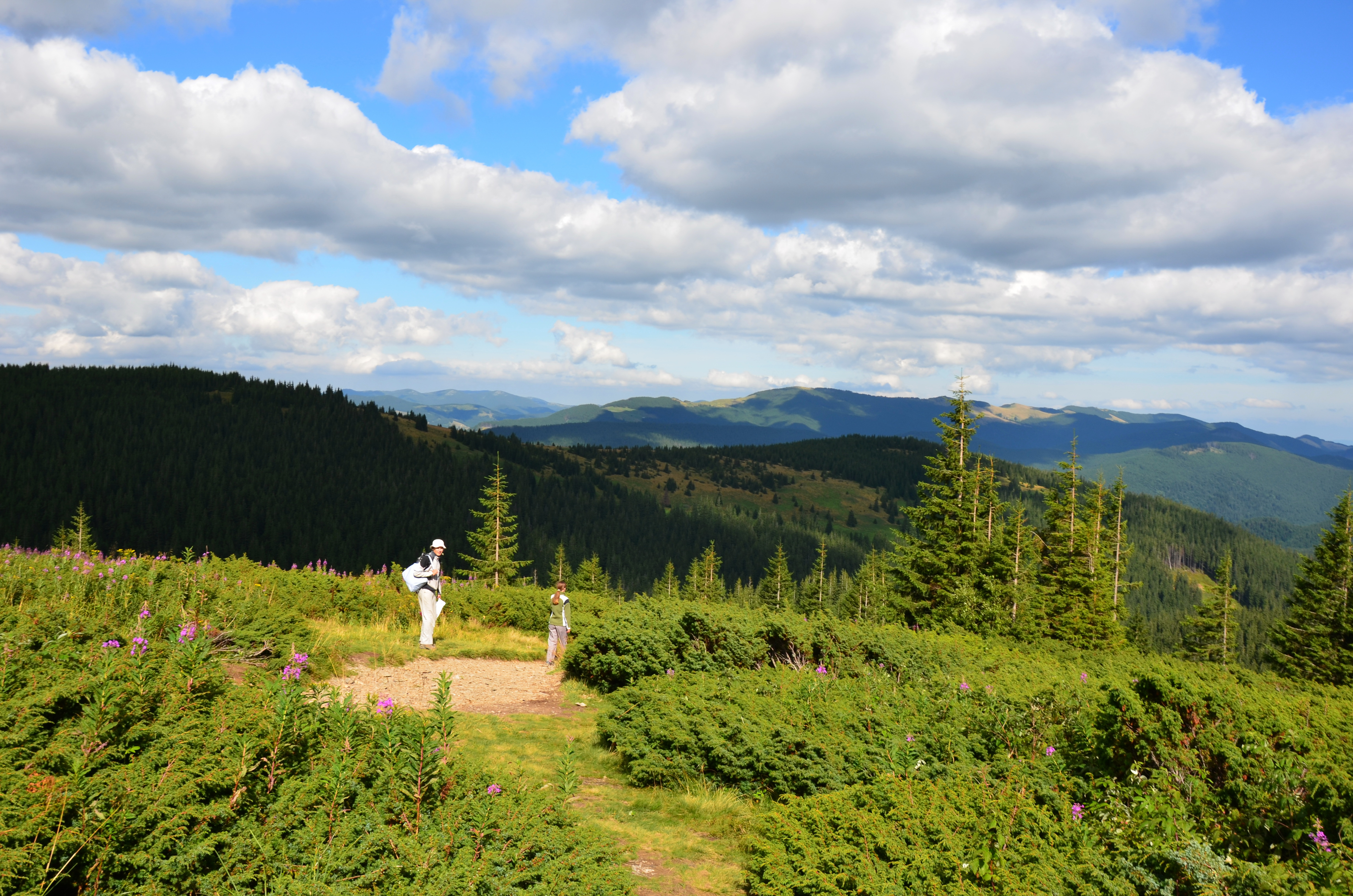
У підніжжя Говерли

    - П'єніни
    - Любовнянська височина
    - Чергівські гори

  - Підгалля-Магурське пасмо
    - Списька Маґура
    - Бахурень
    - Левоцькі гори
    - Шаришська Врховина
    - Скорушинське Врхи
2. Внутрішні Західні Карпати
  - Рудогор'є
    - Спишсько-Гемерський Карст
      - Муранська Планина
      - Словацький Рай

    - Воловське Врхи
    - Столицьке Врхи
    - Вепорське Врхи
    - Ревуцька Врховина
    - Словацький Карст
    - Ч'єрна Гора

  - Фатрансько-Татранська область
    - Малі Карпати (Хундсхаймер Берге)
    - Поважськ Іновец
    - Трибеч
    - Ж'яр
    - Велька Фатра
    - Мала Фатра
    - Татри
      - Західні Татри
        - Червене Врхи
        - Липтовськи Татри
        - Липтовськи Копи
        - Особита
        - Рогаче
        - Сивий Врх

      - Східні Татри
        - Високі Татри
        - Бел'янські Татри

    - Низькі Татри
    - Горнадська Котлина
    - Стражовське Врхи
    - Старогорське Врхи
    - Хочське Врхи питвське Врхи

  - Словацьке Середнегор'є
    - Втачник
    - Шт'явницьке Врхи
    - Кремницьке Врхи
    - Погронськи Іновец
    - Поляна
    - Явор'є
    - Крупинська Планина
    - Зволенська Котлина
    - Оструожки

  - Матрансько-Сланськая область
    - Бурда
    - Сланське Врхи
    - Земплинське Врхи
    - Матра
    - Бержень
3. Зовнішні Східні Карпати
  - Низькі Бескиди
    - Бескидське Передгор'є
    - Ондавська Врховина
    - Лаборецька Врховина
    - Бусов

  - Східні Бескиди (частково розташовані Зовнішніх Східних Карпатах)
    - Лесісті Бескиди або Полонини
      - Західні Бещади
        - Буковське Врхи

      - Східні Бещади
        - У підніжжя ГоверлиВерховинський Вододільний хребет

      - Ґорґани

    - Полонинські Бескиди
      - Полонина Рівна
      - Хребет Чорногора
4. Внутрішні Східні Карпати
  - Вигорлат-Гутинське пасмо
    - Вигорлат

  - Бистрицькі гори
  - Келіман-Харгітські гори
  - Родна (гори)
  - Гуцульські Альпи
  - Верхньотисинська улоговина
5. Південні Карпати
6. Західні Румунські Карпати
7. Трансильванське плато
8. Сербські Карпати

## Цікаві факти
- В долині річки Прут в околицях села Ворохта було знайдено скам'яніле яйце орла бороданя. Яйцю близько 15 мільйонів років[4].
- Знайдено відбитки листків міоценової флори ліквідамбра європейського лат. Liquidambar styraciflua (амбрового дерева) та рододендрона броксерського[4].
- Мамонт — унікальний екземпляр викопної фауни, знайдений в околицях села Старуні Івано-Франківської області[4].
- У відкладах тортонського моря знайдено рештки шаблезубих тигрів і гігантських акул, які давно вимерли, останки дельфінів[4].
- На Закарпатті знайдено рештки гінкго дволопатевого, а на Прикарпатті — бамбука[4].
- У Карпатах знайдено викопні рештки 30 видів дуба[4].
- У Карпатах росли: смілакс (сарсапарель), парротія, дзельква, корицеве дерево[4].
- Біля Косова знайдена велика кількість відбитків родини лаврових, а біля Мукачева та Ільниці — родини пальмових[4].
- Річки Прикарпаття вимивають з алювіальних відкладів рештки дерев четвертинного періоду. Біля Жидачева було знайдено дуб, вимитий р. Стрий, якому декілька тисячоліть[4].
- На погаслому вулкані в середньовіччі збудовано Мукачівський замок[4].
- На честь Карпат названо мінерал карпатит, що було вперше знайдено на Закарпатті[6].